# Nukuafo
Nukuafo (parfois orthographié Nukuato) est un îlot de Wallis-et-Futuna situé dans le sud du lagon de Wallis, dans le district de Mu'a.

## Géographie
Nukuafo se situe dans le sud du lagon de l'île de Wallis (Pacifique Sud), au nord de Nukuatea.

## Origine

### Géologie
Nukuafo est un îlot volcanique constitué de tufs (pierres volcaniques).

### Tradition orale
La tradition orale wallisienne raconte la naissance de Nukuafo de plusieurs manières. Dans le sud de l'île, Nukuafo est créé par des démons voleurs de terres provenant du district de Mu'a et ayant volé de la terre dans le nord de l'île, à Hihifo. À l'inverse, dans la tradition de Hihifo, Nukuafo résulte de la fuite de démons de Nukufotu (îlot du nord) qui avaient tenté de voler de la terre à Kolopopo.

## Histoire
En septembre 1835, Nukuafo est le théâtre d'affrontements entre l'armée royale wallisienne et des Tongiens venus de Niuatoputapu dans le but de convertir les Wallisiens au protestantisme. En infériorité numérique, les Niuans se replient ensuite sur Nukuteatea avant d'être finalement vaincus en octobre puis massacrés.
En 1886, le médecin militaire Émile Deschamps décrit cet îlot et celui voisin de Nukufetau comme des « oasis posées sur les eaux dorées et scintillantes du grand lac [sic] méridional d'Uvéa, [charmant] notre vue par leur splendide végétation ». De même, le capitaine Guillaume Morvan le décrit ainsi : « Nukuafo est vert comme un bosquet d'arbrisseaux qui s'élèveraient au milieu d'une clairière ».